# فنجانک (قارچ‌شناسی)

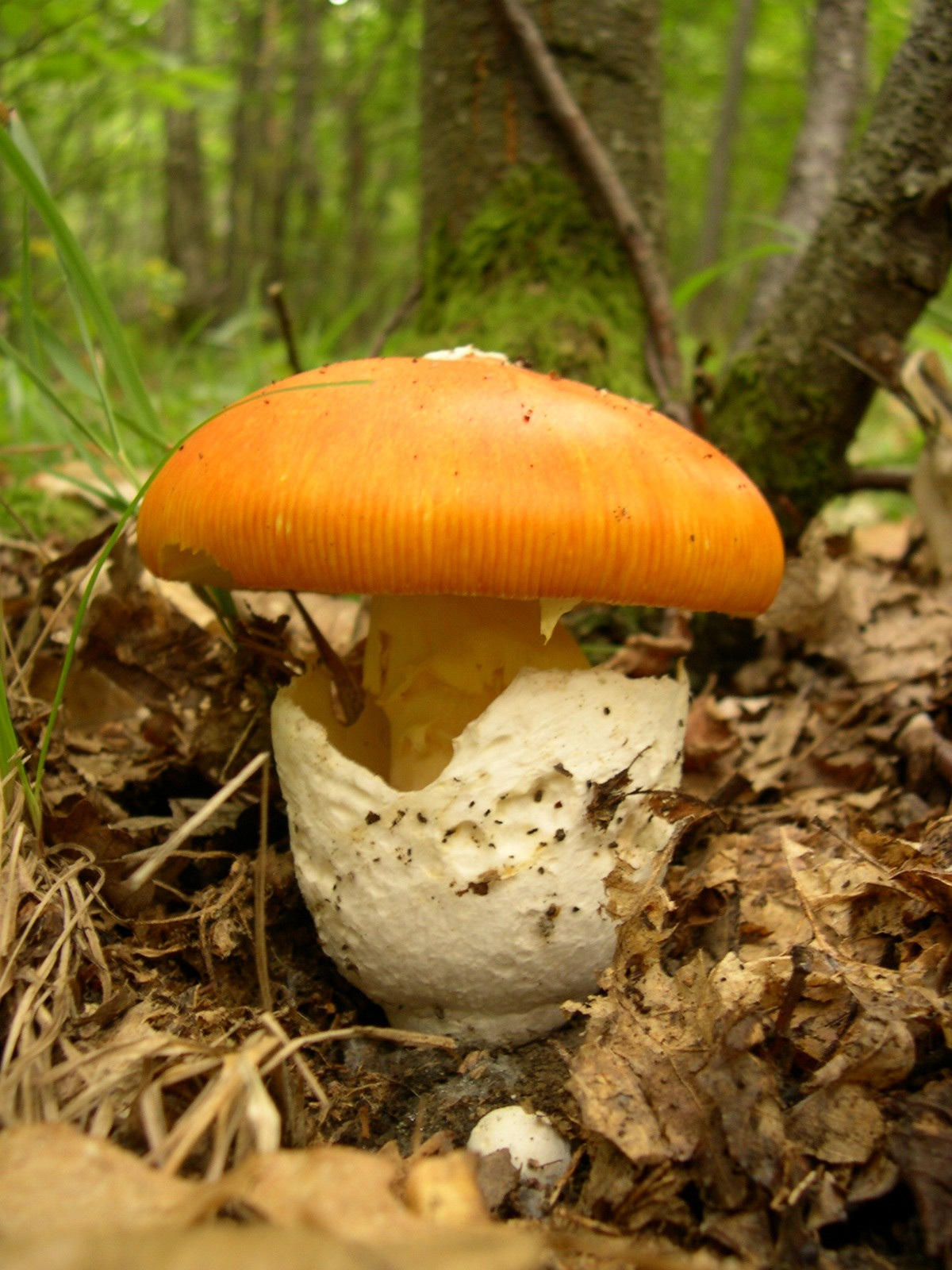
فنجانک ویژگی برجسته فنجانی‌شکل در پایه قارچ قیصر است.

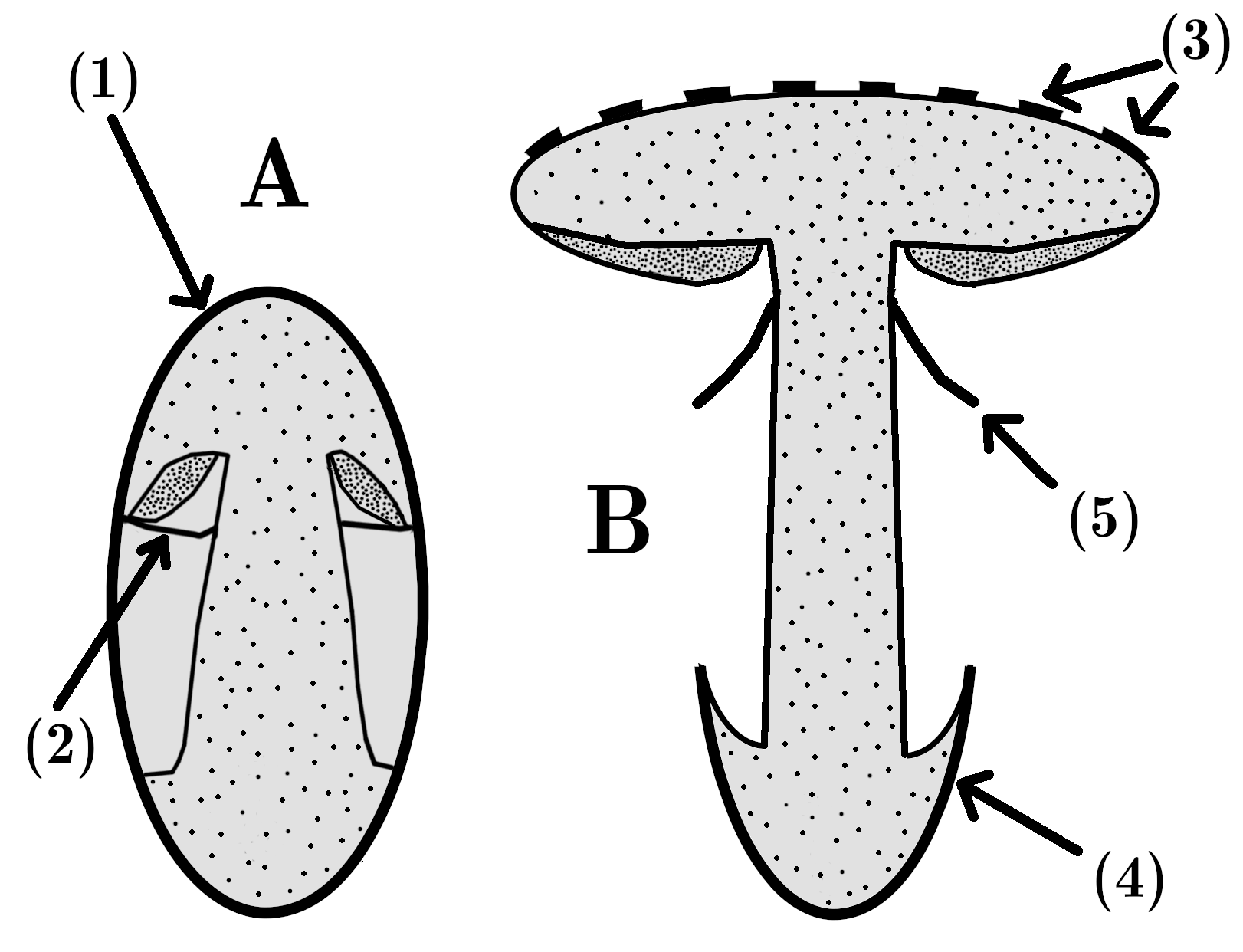
یک نمودار ساده از یک بازیدیوم از نوع آگاریک در (A) مرحله اولیه رشد و (B) پس از گسترش کامل بدن. (۱) حجاب سراسری است، لایه بیرونی از بازیدیومای در حال رشد محافظت می‌کند. (۴) فنجانک، باقیمانده حجاب سراسری در پایه بازیدیوما است.

در قارچ‌شناسی، فنجانک (به انگلیسی: Volva)، یک ویژگی فنجان‌مانند در پایه قارچ است که بقایای حجاب سراسری است، یا بقایای پریدیوم که اجسام میوه نابالغ قارچ‌های گاستروییدی را دربر می‌گیرد. این ویژگی درشت در شناسایی قارچ وحشی مهم است زیرا یک ویژگی به راحتی قابل دیدن و از نظر آرایه‌شناسی مهم است که اغلب نشان‌دهنده عضوی از کشنده‌قارچان است. این امر به دلیل تعداد نامتناسب بالای گونه‌های سمی کشنده موجود در آن خانواده از اهمیت ویژه‌ای برخوردار است.
فنجانک یک قارچ اغلب به‌طور جزئی یا کامل در زمین مدفون است و بنابراین باید در هنگام شناسایی قارچ مراقب وجود آن بود. بریدن یا کشیدن قارچ و تلاش برای شناسایی آنها بعداً بدون توجه به این ویژگی می‌تواند یک خطای کشنده باشد.